# Foxhill (Neuseeland)
Foxhill ist eine kleine Siedlung im Tasman District auf der Südinsel von Neuseeland.

## Namensherkunft
Der Ortsname wurde von einem englischen Siedler vergeben, der den Ort nach der Farm seiner Familie in England benannte.

## Geographie
Die Siedlung rund 8 km südwestlich von Wakefield am linken Ufer des Wai-iti River. Der New Zealand State Highway 6, der den Ort in zwei Teile trennt, verbindet ihm mit dem rund 33 km nordöstlich liegenden Nelson. Foxhill, beidseitig des State Highway 6 liegend, geht in seiner Fortsetzung im Nordosten in Wai-iti im Südwesten und Belgrove über.

## Geschichte
Foxhill erhielt durch den 1876 eröffneten ersten Abschnitt der Nelson Section Bahnanschluss nach Nelson. Die Strecke wurde nach mehreren Erweiterungen bis zur Gowan Bridge am 3. September 1955 endgültig stillgelegt und danach zurückgebaut.
Der Ort ist dafür bekannt, dass der im benachbarten Brightwater geborene Atomphysiker Ernest Rutherford in Foxhill seine Kindheit verbrachte und die örtliche Grundschule besuchte. Seine ehemalige Schule ist als „Rutherford Memorial Hall“ seinem Gedenken gewidmet.

## Sehenswürdigkeiten
Vom New Zealand Historic Places Trust sind zwei Bauwerke im Ort als Baudenkmal registriert:
- Haus von Mrs. Price am State Highway 6 liegend.[4]
- anglikanische Kirche St. Luke[5]